# Monasterio de Ikalto
El monasterio de Ikalto (en georgiano:იყალთოს მონასტერი) es un monumento arquitectónico georgiano, ubicado a unos 7-8 km al norte del municipio de Telavi en la región de Kajetia, en Georgia. El sobre todo conocido por el complejo del monasterio y su Academia.
El monasterio fue fundado en el siglo VI por san Zenón uno de los padres asirios, que fue enterrado en el propio monasterio. Era conocido como uno de los centros cultural-escolares más importantes de Georgia. Según la leyenda, Arsen de Ikalto (siglos XI-XII) con la ayuda del monasterio y bajo el reinado de David IV de Georgia colaboró en la fundación de la Academia de Ikalto, de la que fue su primer rector. El legado de Arsen Ikalto todavía no se ha publicado íntegro científicamente.

## Complejo del monasterio
Hay tres iglesias en los terrenos del complejo del monasterio. La iglesia principal, Khvtaeba (Espíritu Santo), se construyó entre los siglos VIII y IX en el sitio de una iglesia más antigua —en la que se había enterrado san Zenón—.La pequeña iglesia de la Trinidad, en la que, a pesar de la reorganización completa, sigue siendo parte de la iglesia abovedada del siglo VI y la iglesia de la Virgen María, perteneciente a los siglos XII y XIII.

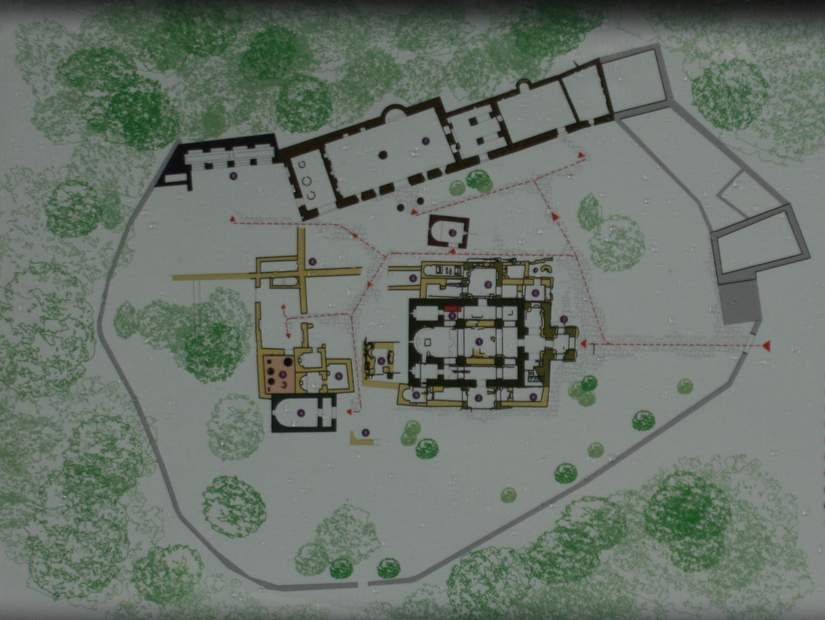
Plano del complejo. Los edificios de la Academia están en la parte norte.
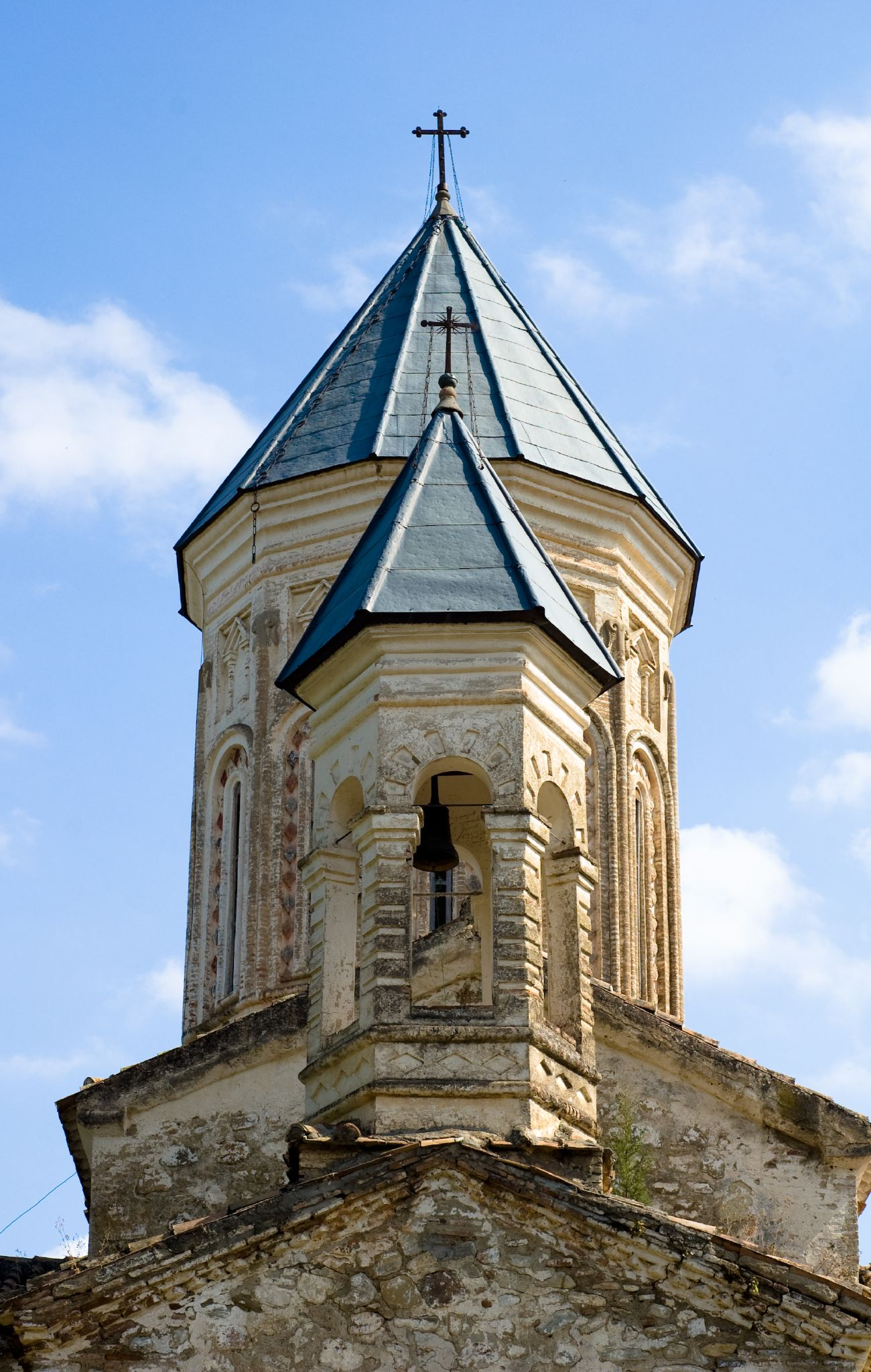
Una torre de iglesia y el campanario de la iglesia del Espíritu Santo.
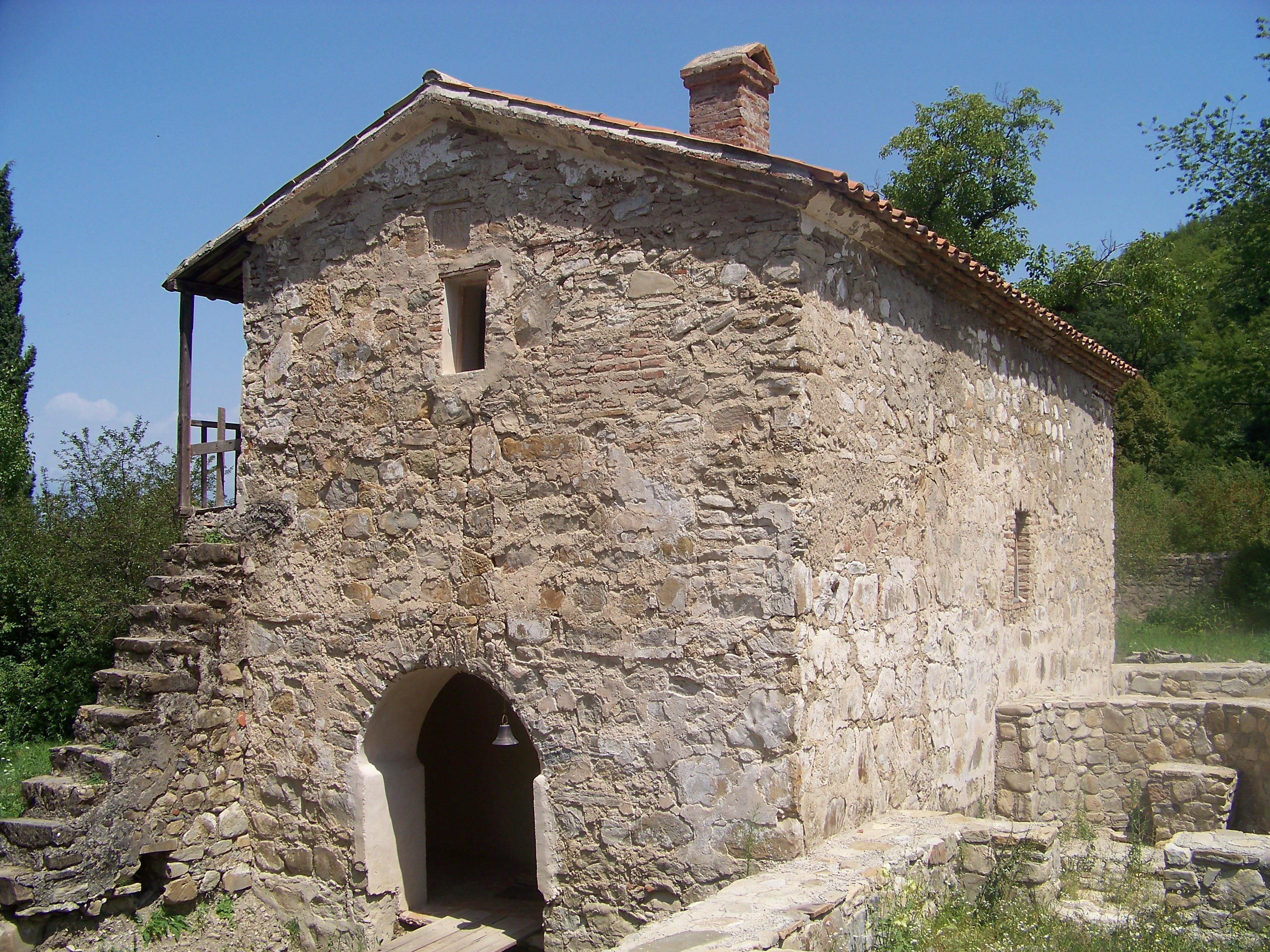
Iglesia de la Trinidad.
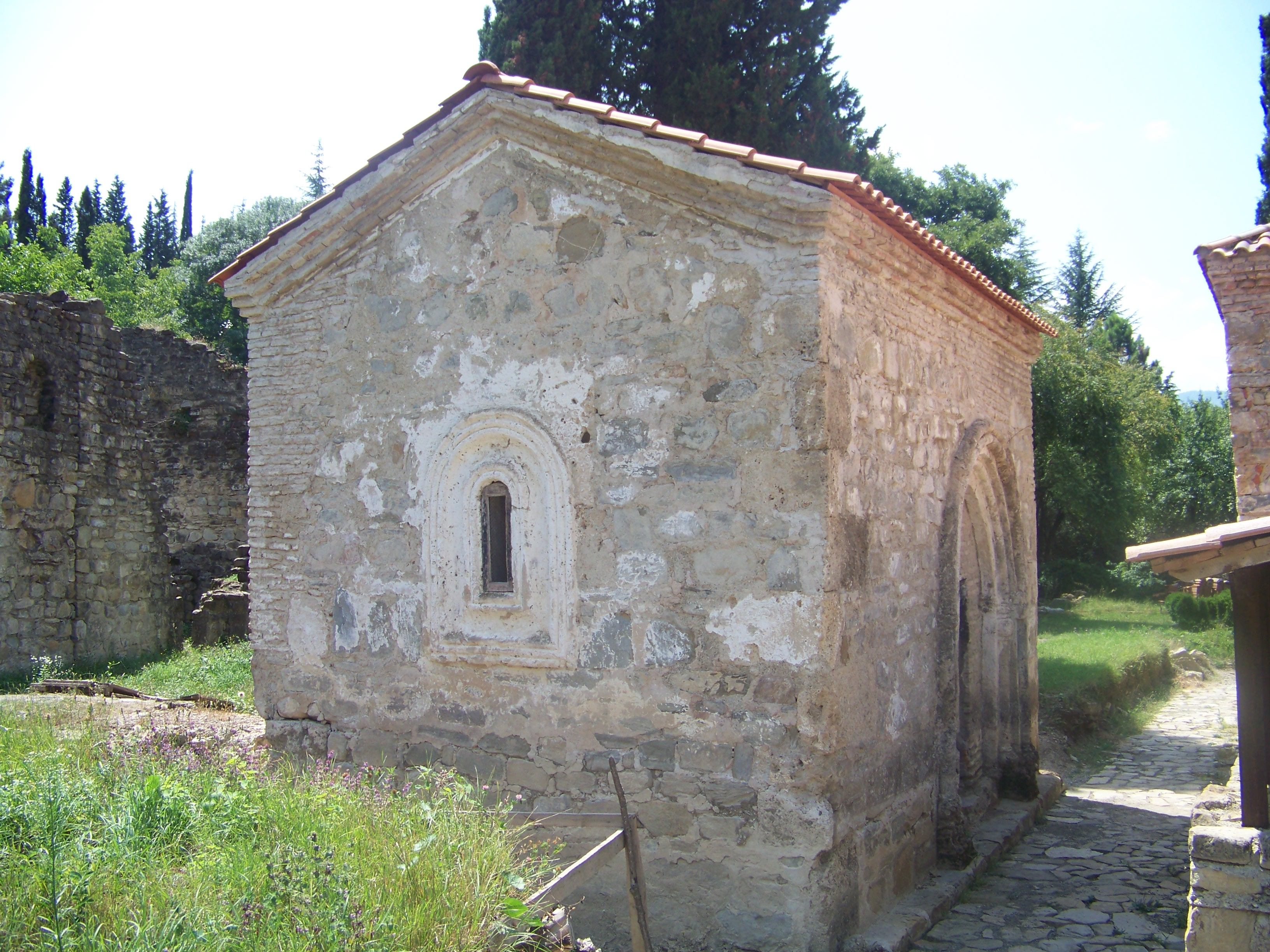
Iglesia de la Virgen María.

### Academia de Ikalto
La Academia Ikalto fue la institución educativa más alta de Georgia durante los siglos XI-XII. Esto se confirma por las ruinas del edificio que permanecen en el patio del monasterio, que se parecen más a la construcción de un monumento que al monasterio. La Academia capacitó a sus estudiantes en teología, retórica, astronomía, filosofía, geografía, canto, pero también habilidades más prácticas como alfarería, metalurgia, viticultura y vinicultura y farmacología. Según una leyenda, el famoso poeta georgiano del siglo XII Shota Rustaveli estudió allí. En 1616, los invasores persas dirigidos por el sah de Irán Abás el Grande de la dinastía safávida, que incendiaron la Academia Ikalto.

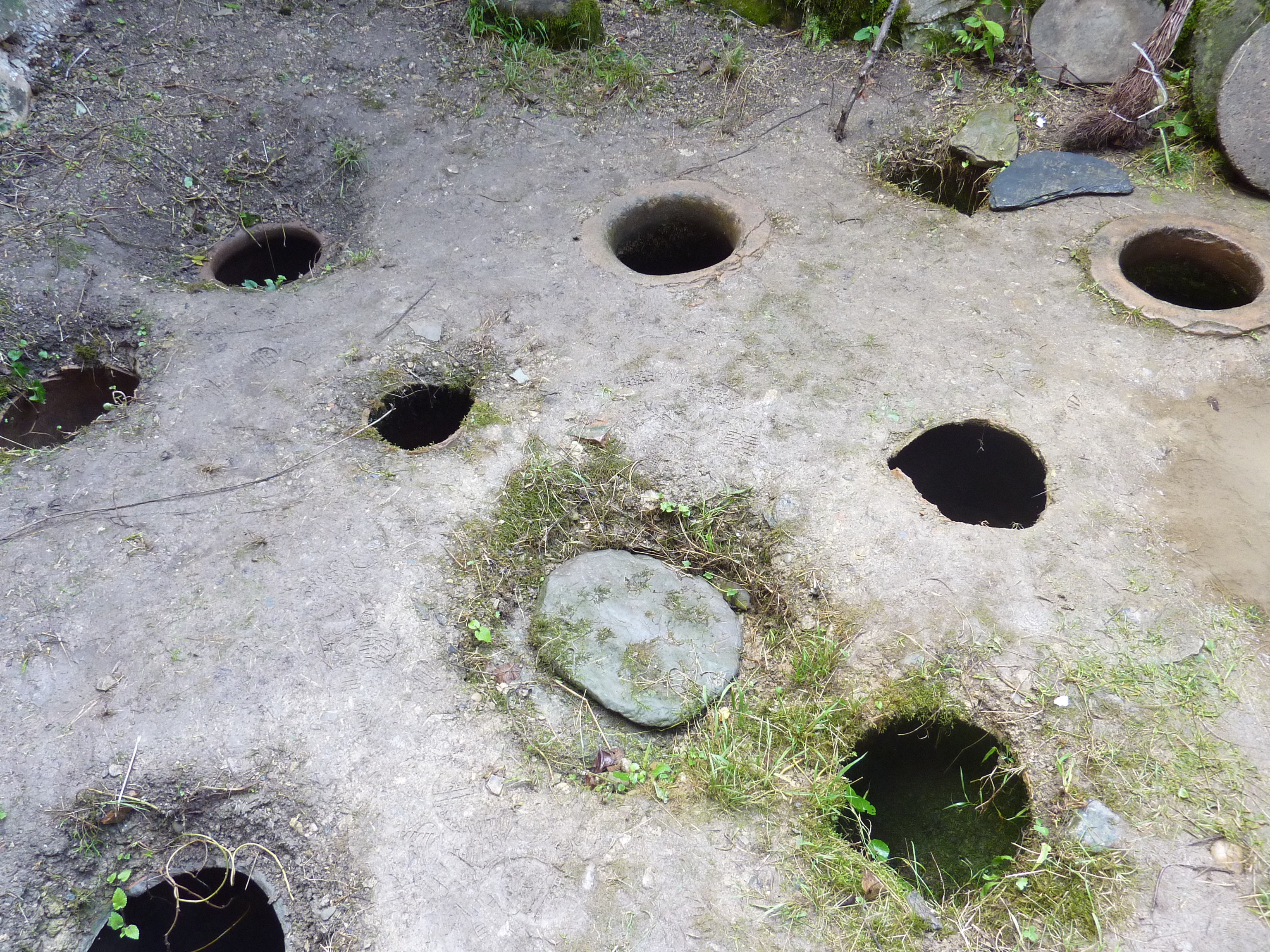
Monasterio de Ikalto: grandes tinajas enterradas para la conservación del vino.

Se han conservado numerosas evidencias de la próspera bodega que pertenecía a la academia y al monasterio: las grandes piedras donde se pisaban las uvas, la bodega de marani, donde se enterraban grandes tinajas en el suelo —jarras de barro en las que maduraba el vino — y otros almacenes u otros objetos cercanos.)

## SiglosXXyXXI
En los siglos siguientes, la vida monástica en Ikalta fue restaurada, pero no las actividades de la academia. En 1921, después de la creación de la República Socialista Soviética de Georgia y la anexión de Georgia a la República Socialista Federativa Soviética de Rusia, el monasterio fue cerrado. En 1965, se abrió un museo en la iglesia de Khvtaeba, pero los libros, íconos y otros objetos de valor, incluida la campana del monasterio, se perdieron durante la era comunista. Después de la independencia de Georgia, el monasterio de Ikalto fue restaurado en 1991.
En los años 2007 - 2009 se restauraron algunos edificios en el Monasterio de Ikalto.